# IC 3332
IC 3332 је елиптична галаксија у сазвјежђу Береникина коса која се налази на листи објеката дубоког неба у Индекс каталогу.
Деклинација објекта је + 25° 16' 46" а ректасцензија 12h 26m 5,1s. Привидна величина (магнитуда) објекта IC 3332 износи 16,5 а фотографска магнитуда 17,5.